# Mesosemia calliops
Mesosemia calliops är en fjärilsart som beskrevs av Rebillard 1958. Mesosemia calliops ingår i släktet Mesosemia och familjen Riodinidae. Inga underarter finns listade i Catalogue of Life.